# محاصره هنگ‌جو
محاصره هنگ‌جو (به انگلیسی: Battle of Haengju) یکی از نبردهای تهاجم ژاپن به کره (۱۵۹۸–۱۵۹۲) بود.